# 金順
金順（きんじゅん、ギンシュウェン、満洲語: ᡤᡳᠨᡧᡠᠸᡝᠨ、転写：ginšuwen、1831年 - 1886年）は、清末の軍人。字は和甫。
満州鑲藍旗人。イルゲンギョロ氏（irgen-gioro hala、伊爾根覚羅氏）。吉林出身で、ドロンガ（多隆阿）の部隊に属して山東省に駐屯した。湖北省での太平天国軍との戦いに功績があった。その後同治2年（1863年）から回民蜂起の鎮圧にあたった。
同治13年（1875年）に都統となって、翌年に阜康に駐屯した。軍機大臣左宗棠の命を受けて劉錦棠とともに、ヤクブ・ベクの乱鎮圧にあたった。ウルムチ、サンジ・シャヒリ、クトゥビを陥落させ、マナスに迫り、その功でイリ将軍に任命された。光緒7年（1881年）にイリ地方を接収し、ロシアとの国境を画定させた。その後北京に呼び戻され、帰途粛州で病死した。死後、太子太保の位と忠介の諡号が贈られた。